# Scène à quatre
Scène à quatre est une courte pièce en un acte d'Eugène Ionesco qui a été créée en français par des comédiens italiens au Festival International de Spolète, en juin 1959.

## Personnages
- Dupont, Durand, Martin, La Bonne Femme

## Argument
Deux personnages identiques, Dupont et Durand se disputent (sur un sujet inconnu du public) d'une façon toute symétrique, s'accusant mutuellement et niant pareillement.
Intervient Martin sans que le conflit s'apaise. Apparaît alors la Jolie Dame que chacun des trois déclare être sa fiancée. Ils tentent de s'en emparer et en viennent aux mains. C'est la dame qui fait les frais de leur empoignade. Elle parvient à s'échapper de la mêlée et prononce au bord de la scène la réplique finale : « Mesdames et Messieurs, je suis parfaitement d'accord avec vous. Ceci est tout à fait idiot. »

## Analyse
Ce sketch relève de ce qu'on a appelé le théâtre de l'absurde : une simple phrase bouscule les conventions et porte le spectacle au second degré, mais le spectateur n'aura guère le temps de bâtir une interprétation raisonnée. Sans doute aura-t-il pensé à  la source de cette dispute généralisée qui porte aussi bien sur  les propositions que sur les faits et la possession.
Cette pièce n'a vraiment pas un grand intérêt. Mais là est peut-être justement son but.